# Anrode
Anrode är en kommun i Unstrut-Hainich-Kreis i förbundslandet Thüringen i Tyskland.